# Tableau des médailles des Jeux paralympiques d'hiver de 2010

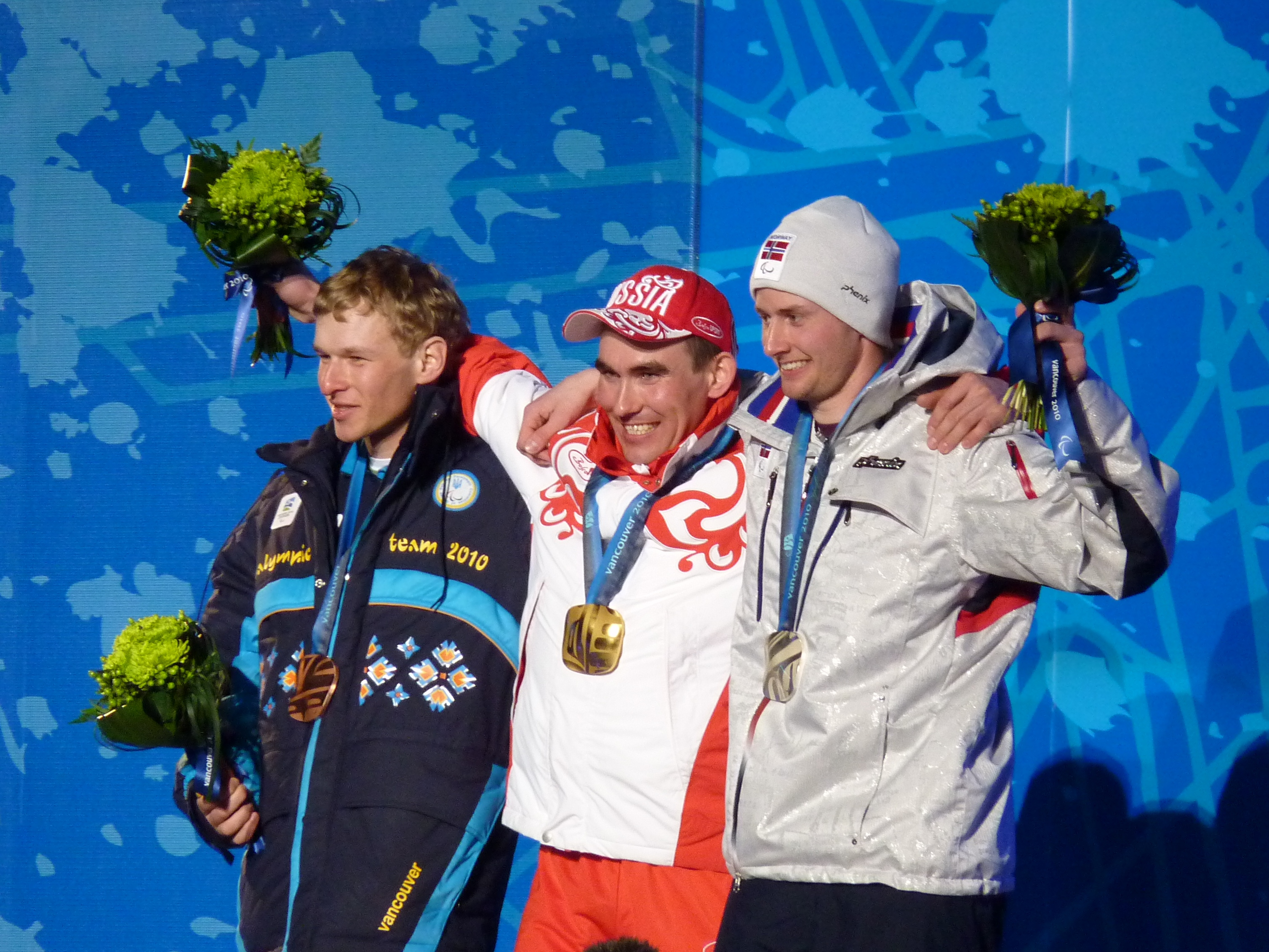
Cérémonie de remise des médailles des Jeux paralympiques d'hiver de 2010 pour le biathlon, poursuite masculine de 3 km à Vancouver

Le tableau des médailles des Jeux paralympiques d'hiver de 2010 donne le classement, selon le nombre de médailles gagnées par leurs athlètes, des pays participant aux Jeux paralympiques d'hiver de 2010, tenus à Vancouver, au Canada, du 12 au 21 mars 2010.

## Tableau des médailles
- Pays organisateur (Canada)

| Rang | Nation           | Or | Argent | Bronze | Total |
| ---- | ---------------- | -- | ------ | ------ | ----- |
| 1    | Russie           | 12 | 16     | 10     | 38    |
| 2    | Allemagne        | 13 | 5      | 6      | 24    |
| 3    | Canada           | 10 | 5      | 4      | 19    |
| 3    | Ukraine          | 5  | 8      | 6      | 19    |
| 5    | États-Unis       | 4  | 5      | 4      | 13    |
| 6    | Slovaquie        | 6  | 2      | 3      | 11    |
| 6    | Autriche         | 3  | 4      | 4      | 11    |
| 6    | Japon            | 3  | 3      | 5      | 11    |
| 9    | Biélorussie      | 2  | 0      | 7      | 9     |
| 10   | Italie           | 1  | 3      | 3      | 7     |
| 11   | France           | 1  | 4      | 1      | 6     |
| 11   | Norvège          | 1  | 3      | 2      | 6     |
| 13   | Australie        | 0  | 1      | 3      | 4     |
| 14   | Espagne          | 1  | 2      | 0      | 3     |
| 14   | Suisse           | 1  | 2      | 0      | 3     |
| 16   | Finlande         | 0  | 1      | 1      | 2     |
| 16   | Suède            | 0  | 0      | 2      | 2     |
| 18   | Nouvelle-Zélande | 1  | 0      | 0      | 1     |
| 18   | Corée du Sud     | 0  | 1      | 0      | 1     |
| 18   | Tchéquie         | 0  | 0      | 1      | 1     |
| 18   | Pologne          | 0  | 0      | 1      | 1     |

| Rang | Nation           | Or | Argent | Bronze | Total |
| ---- | ---------------- | -- | ------ | ------ | ----- |
| 1    | Allemagne        | 13 | 5      | 6      | 24    |
| 2    | Russie           | 12 | 16     | 10     | 38    |
| 3    | Canada           | 10 | 5      | 4      | 19    |
| 4    | Slovaquie        | 6  | 2      | 3      | 11    |
| 5    | Ukraine          | 5  | 8      | 6      | 19    |
| 6    | États-Unis       | 4  | 5      | 4      | 13    |
| 7    | Autriche         | 3  | 4      | 4      | 11    |
| 8    | Japon            | 3  | 3      | 5      | 11    |
| 9    | Biélorussie      | 2  | 0      | 7      | 9     |
| 10   | France           | 1  | 4      | 1      | 6     |
| 11   | Italie           | 1  | 3      | 3      | 7     |
| 12   | Norvège          | 1  | 3      | 2      | 6     |
| 13   | Espagne          | 1  | 2      | 0      | 3     |
| 13   | Suisse           | 1  | 2      | 0      | 3     |
| 15   | Nouvelle-Zélande | 1  | 0      | 0      | 1     |
| 16   | Australie        | 0  | 1      | 3      | 4     |
| 17   | Finlande         | 0  | 1      | 1      | 2     |
| 18   | Corée du Sud     | 0  | 1      | 0      | 1     |
| 19   | Suède            | 0  | 0      | 2      | 2     |
| 20   | Tchéquie         | 0  | 0      | 1      | 1     |
| 20   | Pologne          | 0  | 0      | 1      | 1     |